# Lars Zimmer (Biathlet)
Lars Zimmer (* 20. März 1985) ist ein deutscher Biathlet, der sich nach seiner Karriere auf Crosslauf-Sommerbiathlon spezialisiert hat.
Lars Zimmer von der SSV Altenberg debütierte im Winter 2004 in Langdorf im Europacup der Junioren und gewann sowohl sein erstes Sprint- wie auch sein erstes Verfolgungsrennen. 2006 lief er sein erstes Rennen im Biathlon-Europacup der Männer und wurde im Sprint von Martell 19. Zur Mitte der 2000er Jahre wechselte Zimmer vom Winter- zum Sommerbiathlon. 2009 hatte er in dieser Disziplin seinen internationalen Durchbruch. Zunächst nahm er an den Sommerbiathlon-Europameisterschaften 2009 in Nové Město na Moravě teil und wurde dort 26. des Sprints und 18. im Massenstart. Später nahm er auch bei den Sommerbiathlon-Weltmeisterschaften 2009 in Oberhof teil und wurde dort 22. im Sprint und 19. in der Verfolgung. Zudem gewann er in Bystřice pod Hostýnem das erste Rennen des IBU-Sommercup 2009. Zimmers Zwillingsbruder Jens war ebenfalls Biathlet und bei den Junioren erfolgreich.